# Alt Camp

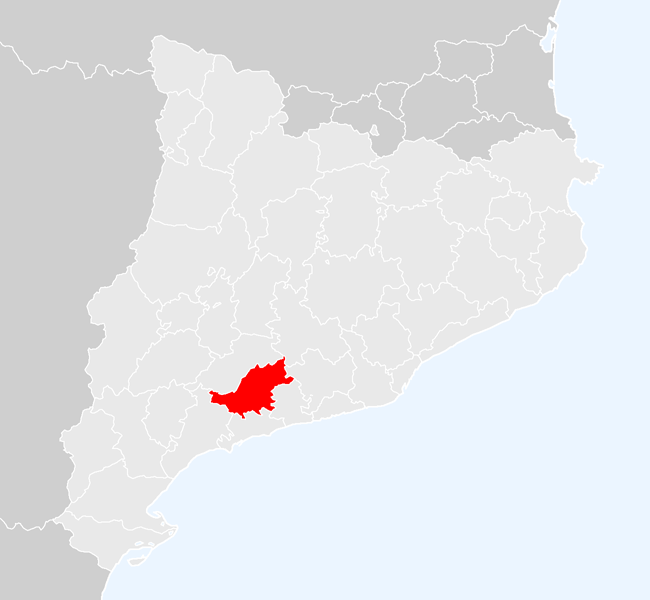
Localização do Alt Camp, na Catalunha.

Alt Camp é uma comarca da Catalunha. Abarca uma superfície de 538,01 quilômetros e possui uma população de 42.586 habitantes.

## Subdivisões
A comarca do Alt Camp subdivide-se nos seguintes 23 municípios:
- Aiguamúrcia
- Alcover
- Alió
- Bràfim
- Cabra del Camp
- Figuerola del Camp
- Els Garidells
- La Masó
- El Milà
- Montferri
- Mont-ral
- Nulles
- El Pla de Santa Maria
- El Pont d'Armentera
- Puigpelat
- Querol
- La Riba
- Rodonyà
- El Rourell
- Vallmoll
- Valls
- Vilabella
- Vila-rodona